# جارود كونينغهام
جارود كونينغهام (بالإنجليزية: Jarrod Cunningham)‏ هو لاعب اتحاد الرغبي نيوزيلندي، ولد في 7 سبتمبر 1968 في إقليم هاوكس باي في نيوزيلندا، وتوفي في 22 يوليو 2007 بسبب تصلب جانبي ضموري.